# سوفغنية
سوفغنية (بالعبرية: סופגנייה (سوفغنيّه)؛ سوفغنيات: סופגניות (سوفغنيّوت)) هو كعك مشهور في إسرائيل، و عند الجاليات اليهودية في المهجر، غالبًا ما بتم حشو الكعك بالهلام أو المحلبي.

## معرض صور

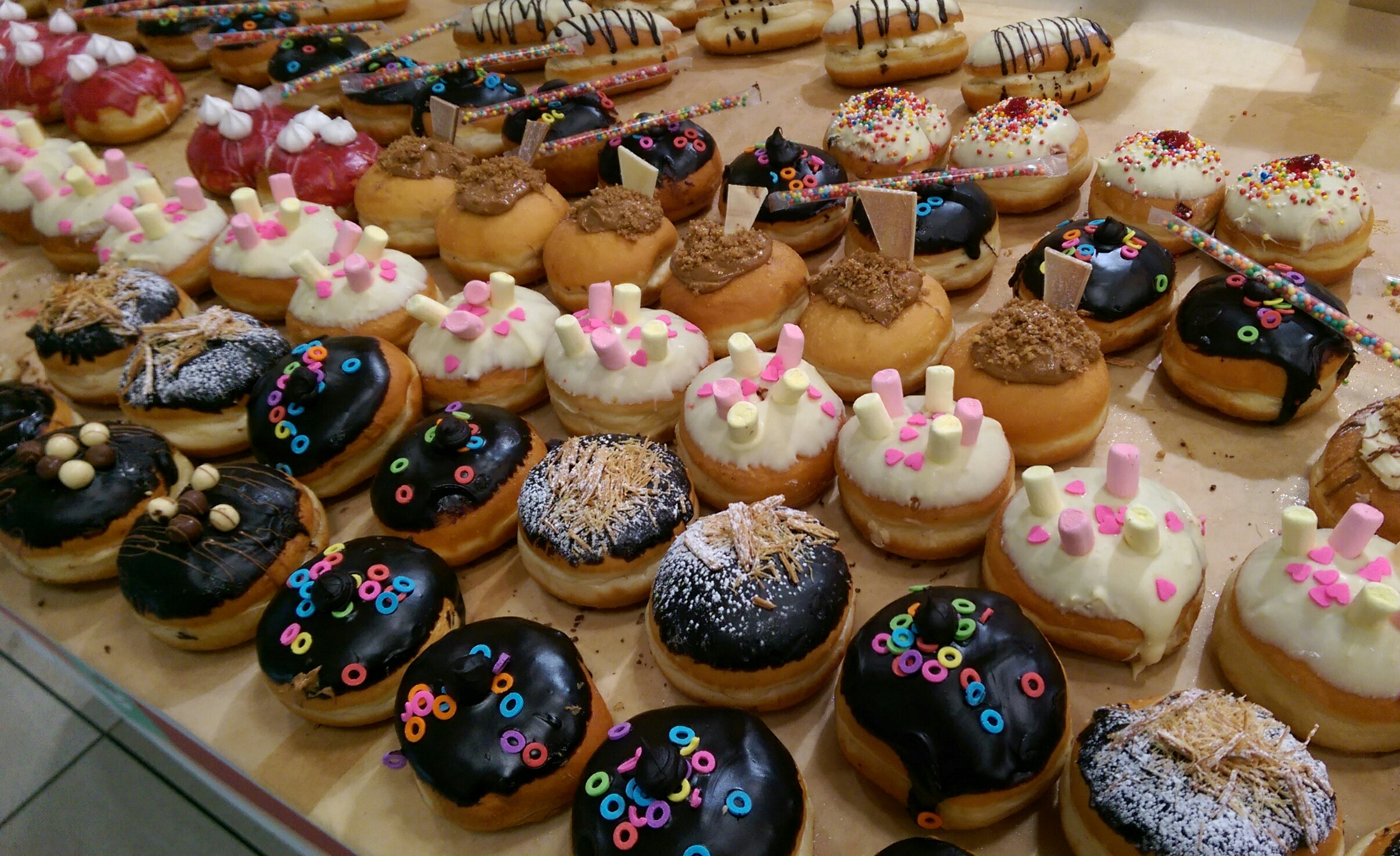
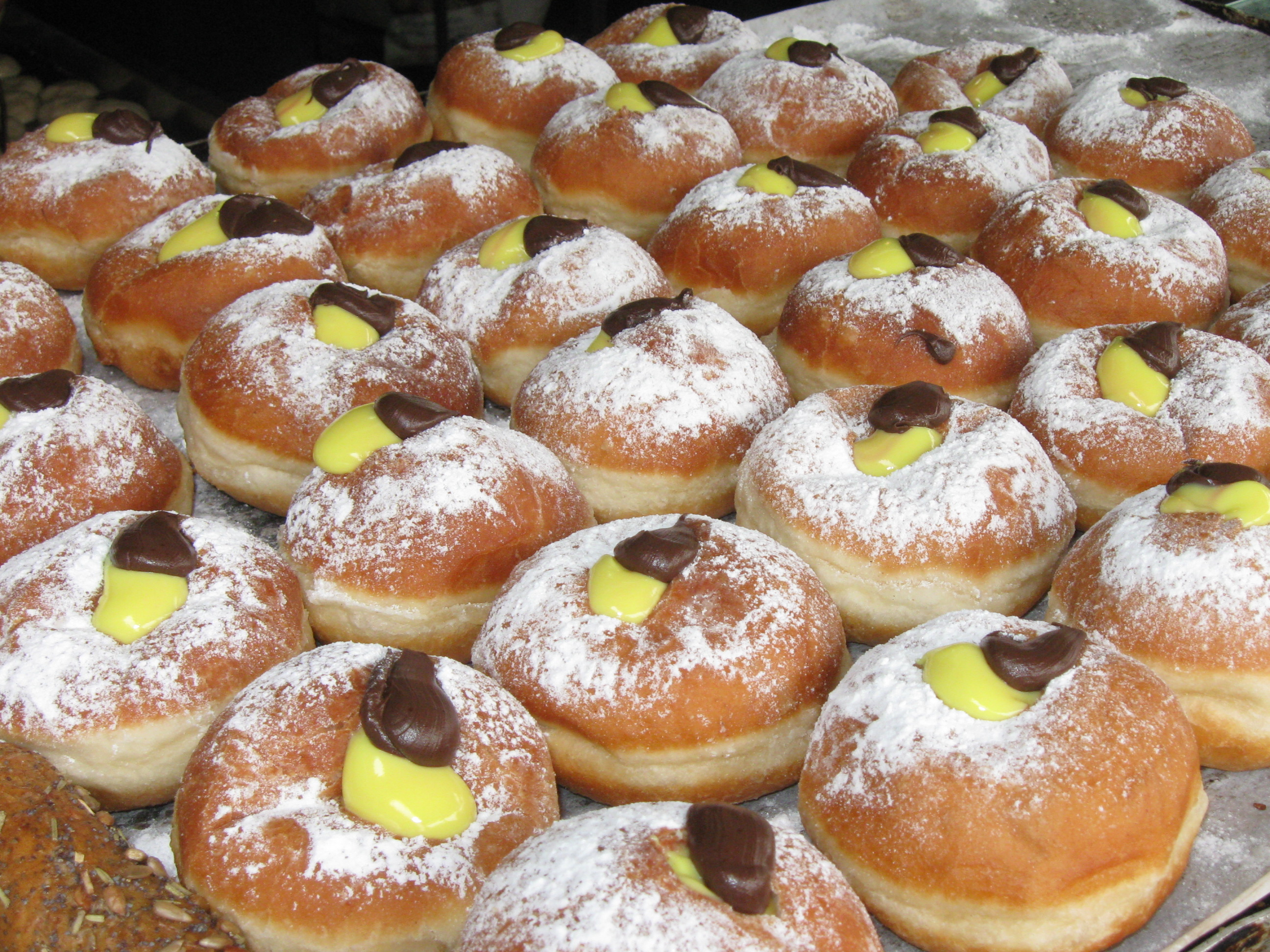
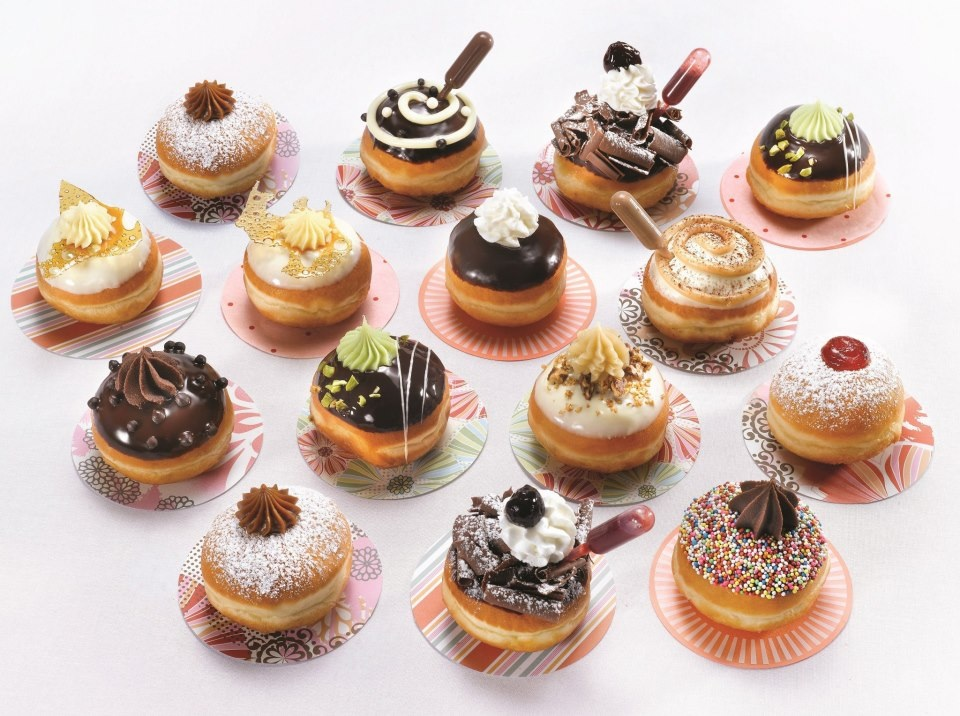
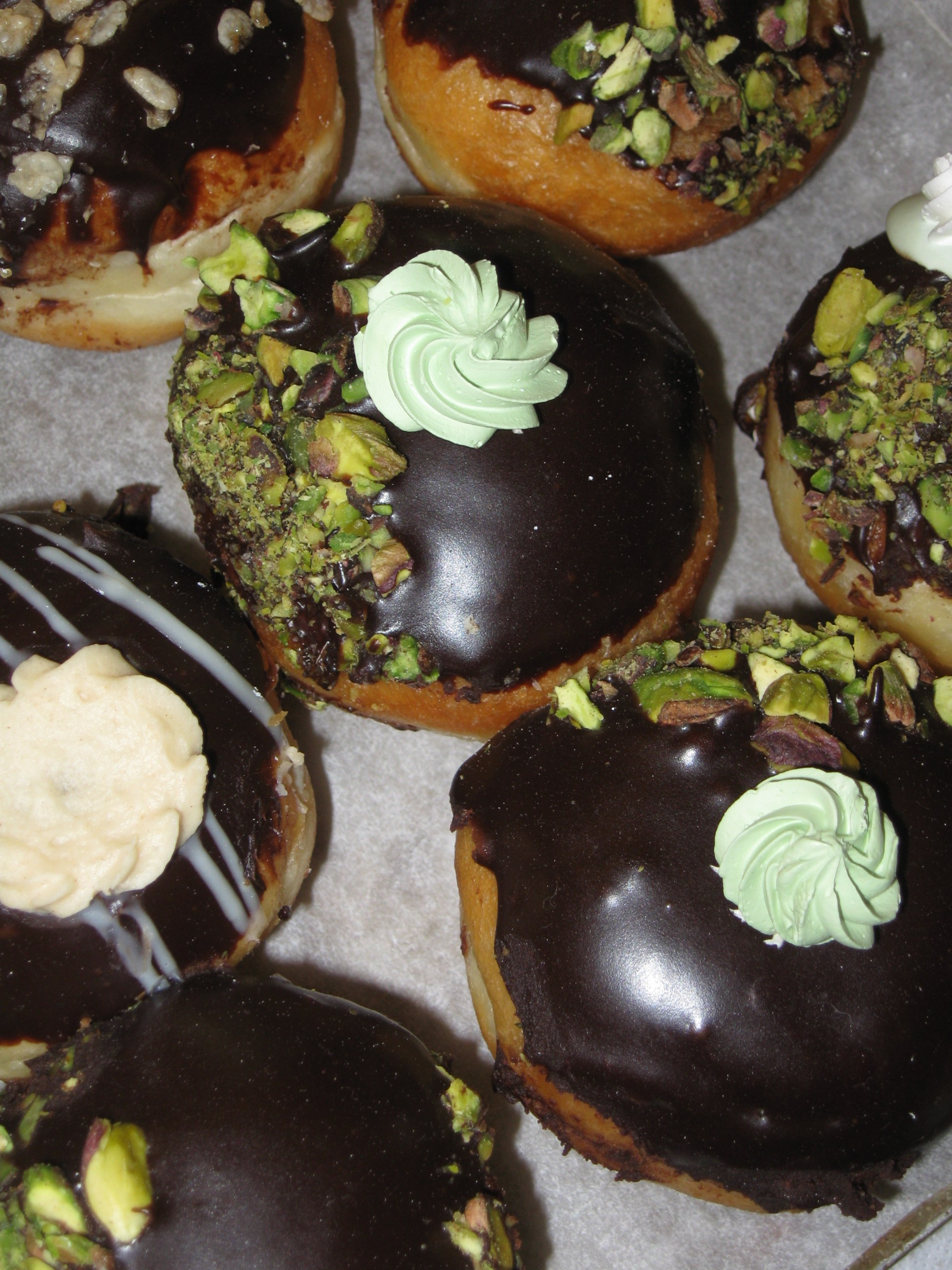

## مواضيع متعلقة
- حانوكا
- لاتكاس

## وصلات خارجية
- Sufganiyot recipe

(بالإنجليزية)